# برونو مارتنيوني
برونو مارتنيوني (12 ديسمبر 1992 ببيلينزونا في سويسرا - ) هو لاعب كرة قدم سويسري في مركز الدفاع. شارك مع منتخب سويسرا تحت 17 سنة لكرة القدم ومنتخب سويسرا تحت 20 سنة لكرة القدم ومنتخب سويسرا تحت 21 سنة لكرة القدم. أما مع النوادي، فقد لعب مع نادي آراو ونادي سيرفيت ونادي كالياري ونادي لوكارنو.

## وصلات خارجية
- برونو مارتنيوني على موقع الاتحاد الدولي (مؤرشف)  (الإنجليزية)
- برونو مارتنيوني على موقع قاعدة بيانات كرة القدم.إي يو (الإنجليزية)
- برونو مارتنيوني على موقع Soccerway.com (الإنجليزية)
- برونو مارتنيوني على موقع عالم كرة القدم.نت (الإنجليزية)